# Hannabura alnosa
Hannabura alnosa är en insektsart som först beskrevs av Pepper 1950.  Hannabura alnosa ingår i släktet Hannabura och familjen långrörsbladlöss. Inga underarter finns listade i Catalogue of Life.